# كلية الشريعة (جامعة الكويت)
كلية الشريعة والدراسات الإسلامية بجامعة الكويت تأسست عام 1982 موقعها في منطقة كيفان بجانب كلية التربية وكلية الآداب، أنشئت لتكون مركز هداية للشباب الجامعي ومصدر إشعاع إسلامي متخصص تمتد آثاره عبر الكويت إلى الأقطار والشعوب الإسلامية التي تتطلع إلى مزيد من الدراسات الشرعية والإسلامية. وقد بدأت الدراسة في الكلية اعتباراً من العام الجامعي 1982م - 1983م.

## أهداف الكلية
إن الرسالة التي تنهض بأعبائها كلية الشريعة والدراسات الإسلامية بجامعة الكويت رسالة عميمة النفع وهو الإسلام الذي أنزله الله على رسوله محمد بن عبد الله لإصلاح عقائد البشرية وتنقيتها وتأصيل الأخلاق وتعميقها وإرساء القواعد التي تنظم مسيرة حياة الإنسانية في العالم للحال وللمال، وبكل ما حواه من كائنات كانت المجتمعات الإسلامية في مسيس الحاجة إلى هذه الشريعة الغراء.

## تخصصات الكلية
- قسم التفسير والحديث.
- قسم العقيدة والدعوة.
- قسم الفقه وأصول الفقه.
- قسم الفقه المقارن والسياسة الشرعية.

## مجالات عمل الخريج
يعمل خريج كلية الشريعة في دولة الكويت في وزارات معينة منها وزارة التربية، وزارة العدل، وزارة الأوقاف والشؤون الإسلامية، وزارة الشؤون الاجتماعية والعمل، البنوك والمصارف والمؤسسات الإسلامية.

## وصلات خارجية
- موقع كلية الشريعة بجامعة الكويت.
- موقع جامعة الكويت
- منتديات طلبة وطالبات جامعة الكويت